# Liste der Baudenkmale in Preetz (bei Stralsund)
In der Liste der Baudenkmale in Preetz sind alle Baudenkmale der Gemeinde Preetz (bei Stralsund) im Landkreis Vorpommern-Rügen und ihrer Ortsteile aufgelistet. Grundlage ist die Veröffentlichung der Denkmalliste des Landkreises Vorpommern-Rügen, Auszug aus der Kreisdenkmalliste vom Juli 2012.

## Gemeinde Preetz
| ID   | Lage                         | Bezeichnung                     | Beschreibung | Bild |
| ---- | ---------------------------- | ------------------------------- | --- | ---- |
| 698C | An der Dorfstraße            | Gutsanlage (Grabmal von Bohlen) | |      |
| 698A | Preetz-Dorfstraße 18 (Karte) | Gutsanlage (Gutshaus, Park)     | Historisierender, 3-gesch., 7-achs., unsanierter Putzbau von 1881 (älterer Kern) mit 4-gesch. Turm und Mittelrisalit; Gut u. a. der Familien von Bohlen, von Langen-Keffenbrinck (ab 1928) und Berecke (bis 1945); Teil (2,8 ha) eines verwilderten Parks erhalten. |      |
| 698B | Preetz-Dorfstraße 20 (Karte) | Gutsanlage (Pferdestall)        | 1-gesch. Putzbau |      |

## Krönnevitz
| ID   | Lage                | Bezeichnung                           | Beschreibung | Bild |
| ---- | ------------------- | ------------------------------------- | --- | ---- |
| 543B | Dorfplatz (Karte)   | Gutsanlage (Rondell)                  | |      |
| 543A | Dorfplatz 2 (Karte) | Gutsanlage (Gutshaus, Park und Stall) | Klassizistischer, 1-gesch., 19-achs. Putzbau (Mitte 19. Jh.) mit 2-gesch. Mittelbau und Mezzaningeschoss, heute Ferienwohnungen; Gut der Familie Crane (13. Jh.), teils des Klosters Neuenkamp und u. a. ab 1696 der Familien Bahr, Sodemann, von Sydo und von Klot-Trautvetter. |      |

## Oldendorf
| ID  | Lage                  | Bezeichnung                           | Beschreibung | Bild |
| --- | --------------------- | ------------------------------------- | --- | ---- |
| 673 | Dorfstraße 15 (Karte) | Gutsanlage (Gutshaus, Park und Teich) | 1-gesch., 8-achs. sanierter Klinkerbau vom 18. Jh. (Umbau um 1900) mit 2-gesch. Mittelrisalit und Krüppelwalm; Gut 1910 bis 1945 im Besitz von Fritz Droysen († 1945). |      |

## Schmedshagen
| ID   | Lage                         | Bezeichnung           | Beschreibung                                            | Bild |
| ---- | ---------------------------- | --------------------- | ------------------------------------------------------- | ---- |
| 1026 | Ringstraße 6 (Karte)         | Gutshaus              | Sanierter, 2-gesch., 10-achs. Putzbau mit Mittelrisalit |      |
| 1025 | Stralsunder Straße 1 (Karte) | ehemalige Funkstation |                                                         |      |

## Quelle
- Denkmalliste des Landkreises Vorpommern-Rügen

- Karte mit allen Koordinaten:
- OSM |
- WikiMap